# 170th Infantry Brigade Combat Team

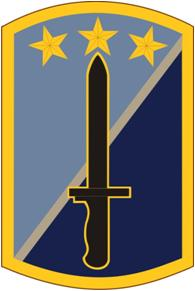
Schulterabzeichen der 170. US-Infanteriebrigade

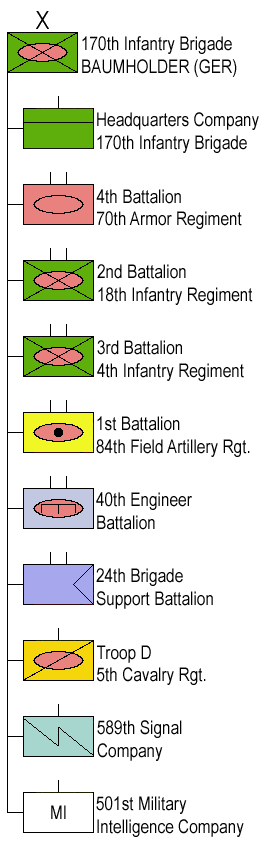
Organisationsstruktur der Brigade

Das 170th Infantry Brigade Combat Team (deutsch 170. US-Infanteriebrigade) (The Bayonet Brigade) war eine selbständige mechanisierte Infanteriebrigade der US Army. Sie wurde dreimal aufgestellt und wieder aufgelöst. Von 2009 bis 2012 war sie in Baumholder stationiert. Die Brigade war Teil der United States Army Europe und eine von drei selbständigen Kampfbrigaden der US-Army in Europa. Sie unterstand somit keinem Verband auf Divisionsebene, sondern direkt der US-Army Europe in Heidelberg.

## Geschichte
Die Brigade wurde am 25. August 1917 als Teil der National Army aufgestellt. Sie war eine von zwei Brigaden der 85th Infantry Division in Camp Custer, Michigan. Es folgte ein Jahr Ausbildung in England. Zum Ende des Ersten Weltkriegs wurde die Division aufgeteilt. Ein Teil der Division wurde als Unterstützungstruppe im Rahmen der American Expeditionary Force North Russia bei Kämpfen in der Nähe von Archangelsk eingesetzt. Der Rest der Division wurde als Depot-Division in Frankreich eingesetzt und nahm nicht an Kampfhandlungen teil.
Nach dem Krieg wurde die Brigade, zusammen mit der gesamten Division, aufgelöst, jedoch 1921 für die United States Army Reserve wieder aufgestellt. Bei der Reaktivierung der 85. US-Infanteriedivision 1942 wurde die  170. Infanteriebrigade aufgelöst, da die Infanterieregimenter direkt der Division unterstellt waren.
Nach Wiedereinführung der Brigaden in den Infanteriedivisionen führte 1963 die 2. Brigade der 24. US-Infanteriedivision die Tradition der Brigade fort. Die Brigade wurde zusammen mit der 24. US-Infanteriedivision mehrmals reaktiviert und deaktiviert, bevor der Division im Jahre 1999 Einheiten der Nationalgarde unterstellt wurden.
Am 15. Juli 2009 wurde die Brigade als 170th Infantry Brigade in Baumholder aktiviert. Der Verband übernahm Personal und Gerät der 2. Brigade der 1. US-Panzerdivision. Die unterstellten Einheiten blieben bestehen und wurden großteils umbenannt.
Als Teil der Sparbemühungen im US-amerikanischen Verteidigungshaushalt wurde der Verband am 9. Oktober 2012 aufgelöst.

## Organisation
Die Brigade umfasste zum Februar 2010 sechs Bataillone sowie vier selbständige Kompanien.
- Headquarters and Headquarters Company, 170th Infantry Brigade (Baumholder)
- 3rd Battalion, 4th Infantry Regiment (Baumholder)
- 2nd Battalion, 18th Infantry Regiment (Baumholder)
- 4th Battalion, 70th Armor Regiment (Baumholder)
- 40th Engineer Battalion (Baumholder)
- 1st Battalion, 84th Field Artillery Regiment (Baumholder)
- 24th Brigade Support Battalion (Baumholder)
- Troop D, 5th Cavalry Regiment (Baumholder)
- 589th Signal Company
- 501st Military Intelligence Company